# Biebel
Biebel is een Vlaamse stripreeks van de hand van Marc Legendre, die de reeks van 1983 tot 2002 onder het pseudoniem Ikke publiceerde. Het eerste jaar na het debuut werden de scenario's geschreven door Marck Meul onder het pseudoniem Weilie. De reeks bestaat enerzijds uit lange verhalen en anderzijds uit gags van één strook.

## Inhoud
Hoofdpersonage van de reeks is Biebel, een hyperkinetisch kleine jongen met een eierhoofd. Hij heeft een hekel aan gezag en komt voortdurend in problemen met zijn ouders en leraars. In Biebel wordt met enige regelmaat de vierde wand doorbroken. Biebel weet dat hij een stripfiguur is en spreekt de lezer bijvoorbeeld aan om moppen te vertellen.

## Personages
- Biebel: een hyperkinetisch kleine jongen met een eierhoofd. Hij heeft een hekel aan gezag en komt voortdurend in de problemen, vooral met zijn ouders en leraars
- Kwist, de vader van Biebel: een werkloze die de hele dag in de zetel ligt
- Moeder van Biebel: een zorgzame huismoeder die nodeloos de fratsen van haar zoon en man moet ondergaan
- Reggie: de beste, maar oerdomme vriend van Biebel
- Freddie: de sprekende yucca van Biebel
- Leraar Chagrijn: leraar op de school van Biebel en Reggie. Hij probeert om de structuur en orde op school te houden en komt daardoor steeds met Biebel en Reggie in confrontatie
- De schooldirecteur: de niet al te snuggere directeur van de school
- Professor Klichee: geleerde die enorm verstrooid is. Biebel is soms het slachtoffer van diens idiote uitvindingen
- Dotje: vriendin van Biebel en Reggie die vaak uitgaat met een van beiden
- Leo: een marsmannetje dat af en toe landt op aarde en samen met Biebel avonturen beleeft
- Ikke: de tekenaar zelf, die bijna in elk album opduikt
- Boezie: de aartsvijand van Biebel

## Geschiedenis
De strip debuteerde in 1983 in het stripblad Robbedoes en werd getekend door Ikke en geschreven door Weilie. Na een jaar stopte Weilie met de strip, waarna Ikke ook de scenario's voor zijn rekening nam. De serie liep tot 1987 in Robbedoes. Vanaf 1985 verschenen er ook albums bij Standaard Uitgeverij. 
De serie liep nadien ook in het stripblad Suske en Wiske weekblad. In 2002 stopte Ikke met deze strip. In 2013 verscheen er nog een album bij Strip2000. Uiteindelijk verschenen er 29 albums met lange verhalen. In datzelfde jaar won Ikke de Bronzen Adhemar op het tweejaarlijks Stripfestival in Turnhout. Strip2000 gaf vanaf dat jaar de volledige reeks met gags op één strook opnieuw uit. Daarvoor had Standaard Uitgeverij al een bundel van gags gemaakt in de reeks De draagbare Biebel.
Rond het personage Freddie de yucca, de kamerplant van Biebel, is in 1984 een eenmalige spin-off-strip verschenen.

## Albums

### Bij Standaard Uitgeverij
1. De Biebelstory
2. De Biebeltochten
3. De Biebelsporten
4. Op Bijna Algemene Aanvraag
5. De Biebelfeesten
6. De Biebelromances
7. Schoolonzin
8. Euh?
9. Kort geknipt?!
10. Het avontuurlijke avontuur
11. Biebel tegen Ted Vedet
12. Sportkot
13. Snotneuzen in de sneeuw
14. Om te stelen
15. Bangelijk
16. Mafkees
17. Dinges
18. Mislukt
19. Slapmans
20. Parels voor de zwijnen
21. Kassa kassa
22. Soepvlees
23. Een beetje feest
24. Virus
25. Opgeruimd
26. Halve zolen
27. Paladijs-eiland
28. De doos

### Bij Strip 2000
1. Geen gedoe (2013)

- De stroken 1-181 (2013)
- De stroken 182-363 (2013)
- De stroken 364-545 (2014)
- De stroken 546-727 (2014)
- De stroken 728-909 (2014)
- De stroken 910-1091 (2014)
- De stroken 1092-1271 (2015)
- De stroken 1272-1451 (2015)
- De stroken 1452-1631 (2015)
- De stroken 1632-1811 (2015)
- De stroken 1812-1993 (2016)

### Buiten reeks
- Plantenbakken: strip met gags, uitgegeven door Gazet van Antwerpen
- De draagbare Biebels: zes verschillende boeken vol met gags van drie prenten
- Help! over leven op een eiland: poëtisch en grappig boekje van Marc Legendre met Biebel-illustraties (gelimiteerd tot 1000 stuks)
- Biebel 30: bevat de strips uit Suske en Wiske weekblad die niet in de gewone reeks werden opgenomen
- Dank u beleefd!: mini-album bij de Biebel-single uit 1989

## Culturele referenties
- De personages uit de reeks hebben een cameo in het album Het geheim van de kousenband (2001).
- In het Kiekeboealbum Het geslacht Kinkel zapt de lezer toevallig naar een fragment uit een Biebelstrip.